# G. P. Pascuas
El G. P. Pascuas, también denominado Circuito de Pascuas es una antigua prueba ciclista española disputada en Pamplona (Navarra). Organizada por primera vez en 1924, tras 52 ediciones dejó de disputarse tras 1983.
Domingo Perurena fue el ciclista que más veces se impuso en la prueba al lograr alzarse con el triunfo en seis ocasiones. 

## Palmarés
| Año       | Ganador                  | Segundo                     | Tercero                      |
| --------- | ------------------------ | --------------------------- | ---------------------------- |
| 1924      | Remigio Loroño           | Segundo Barruetabeña        | José Saura                   |
| 1925      | Domingo Gutiérrez        | Cesáreo Sarduy              | Salvador Artaza              |
| 1926      | Jesús García             | Segundo Barruetabeña        | Cesáreo Sarduy               |
| 1927      | Ricardo Montero          | Leon Devos                  | René Vandenberghe            |
| 1928      | Ricardo Montero          | Manuel López                | Enrique Aguirre              |
| 1929      | Francisco Cepeda         | Luciano Montero             | Jesús Dermit                 |
| 1930      | Vicente Trueba           | José Garcia                 | Valeriano Riera              |
| 1931-1934 | No se disputó            | No se disputó               | No se disputó                |
| 1935      | Paul Larrouy             | Severiano Hevia             | Antonio Escuriet             |
| 1936      | Antonio Escuriet         | Jesús Dermit                | Fermín Apalategui            |
| 1937-1939 | No se disputó            | No se disputó               | No se disputó                |
| 1940      | Federico Ezquerra        | Fermín Trueba               | Francisco Goenaga            |
| 1941      | José Lahoz               | Martín Abadía               | Benito Cabestreros           |
| 1942      | Ignacio Orbaiceta        | Jesús Dermit                | Benito Cabestreros           |
| 1943      | José Lahoz               | Benito Cabestreros          | Ignacio Orbaiceta            |
| 1944      | Ignacio Orbaiceta        | Vicente Carretero           | José Campos                  |
| 1945      | Ignacio Orbaiceta        | Joaquín Olmos               | Cipriano Aguirrezabal        |
| 1946      | Dalmacio Langarica       | Miguel Poblet               | José Escolano                |
| 1947      | Miguel Gual              | Bernardo Capó               | Antonio Gelabert             |
| 1948      | Miguel Poblet            | Dalmacio Langarica          | Antonio Martín               |
| 1949      | José Serra               | Hortensio Vidaurreta        | Vicente Marín                |
| 1950      | Jorge Vallmitjana        | Victorio García             | Victorio Ruíz                |
| 1951      | Alberto Sant             | Jaime Coscolluela           | Jaime Montaña                |
| 1952      | Antonio Gelabert         | Vicente Iturat              | Julián Aguirrezabal          |
| 1953      | Mariano Corrales         | Vicente Iturat              | Pere Sant i Alentà           |
| 1954      | Andrés Trobat            | Bernardo Ruiz               | Manuel Rodríguez Barros      |
| 1955      | Vicente Iturat           | Gabriel Company             | Emilio Rodríguez Barros      |
| 1956      | Miguel Bover             | Bernardo Ruiz               | José Escolano                |
| 1957      | René Marigil             | Robert Gibanel              | Carmelo Morales Erostarbe    |
| 1958      | Bernardo Ruiz            | Jesús Galdeano              | Francisco Moreno             |
| 1959      | Antonio Bertrán          | Carmelo Morales Erostarbe   | Miguel Pacheco               |
| 1960      | No se disputó            | No se disputó               | No se disputó                |
| 1961      | Vicente Iturat           | Roberto Morales Erostarbe   | Juan Manuel Menéndez Gómez   |
| 1962      | José Segu                | José Pérez-Francés          | Antón Barrutia               |
| 1963      | Juan José Sagarduy       | Roberto Morales Erostarbe   | José Pérez-Francés           |
| 1964      | Luis Otaño               | Antón Barrutia              | Carlos Echeverría            |
| 1965      | Carlos Echeverría        | Eusebio Vélez               | Antonio Blanco Martínez      |
| 1966      | Juan José Sagarduy       | Domingo Perurena            | Fulgencio Sánchez Montesinos |
| 1967      | José Antonio Momeñe      | Carlos Echeverría           | Juan María Azcue             |
| 1968      | Domingo Perurena         | Jaime Alomar                | José Pérez-Francés           |
| 1969      | Domingo Perurena         | Carlos Echeverría           | José Manuel Lasa Urquía      |
| 1970      | Luis Zubero              | Antonio Gómez del Moral     | Domingo Perurena             |
| 1971      | Domingo Perurena         | José Manuel López Rodríguez | Ramón Sáez Marzo             |
| 1972      | Santiago Lazcano         | José Luis Abilleira         | Francisco Galdós             |
| 1973      | Jesús Esperanza          | José Grande                 | Luis Balagué Carreño         |
| 1974      | Domingo Perurena         | Miguel María Lasa           | Francisco Javier Elorriaga   |
| 1975      | Miguel María Lasa        | Domingo Perurena            | Jean-Jacques Fussien         |
| 1976      | Domingo Perurena         | Agustín Tamames             | Francisco Javier Elorriaga   |
| 1977      | J.A. González Linares    | Juan Pujol Pagés            | Antonio Menéndez González    |
| 1978      | Domingo Perurena         | Daniele Tinchella           | Francisco Javier Elorriaga   |
| 1979      | Manuel Esparza           | Jesús Suárez Cueva          | Miguel María Lasa            |
| 1980      | Enrique Martínez Heredia | Jesús Suárez Cueva          | Miguel María Lasa            |
| 1981      | Juan Fernández           | Eulalio García Pereda       | José Luis Viejo              |
| 1982      | Faustino Rupérez         | Eulalio García Pereda       | Federico Echave              |
| 1983      | Alfonso Gutiérrez        | Federico Echave             | Modesto Urrutibeazcoa        |

## Palmarés por países
| País      | Victorias |
| --------- | --------- |
| España    | 50        |
| Argentina | 1         |
| Francia   | 1         |